# گورگن هونان
گورگن نرسسی هونان (هوهانیسیان) (ارمنی: Գուրգեն Ներսեսի Հովնան (Հովհաննիսյան)؛  زادهٔ ۲۰ اکتبر ۱۹۱۰ - درگذشته ۹ فوریهٔ ۲۰۰۰)، نویسنده، رمان‌نویس و مترجم اهل ارمنستان بود.

## زندگی‌نامه
وی در ۲۰ اکتبر ۱۹۱۰ در شوشی به دنیا آمد و از دانشگاه تربیتی دولتی مسکو فارغ‌التحصیل گشت.  وی عضو اتحادیه نویسندگان شوروی بود. در ۹ فوریه ۲۰۰۰ در سن ۸۹ سالگی در ایروان درگذشت.